# 圓環兄弟情
《圓環兄弟情》是1987年中華電視台（華視）八點檔連續劇，製作人林慧俊，導演王濱藻。由於本劇製作單位與華視談判破裂，本劇只播出6集就被斷檔（腰斬）。

## 提要
《圓環兄弟情》是林慧俊製作的第一部華視連續劇。林慧俊曾製作中國電視公司（中視）多部八點檔連續劇（《一代女皇》、《一代公主》等），他與王濱藻在台灣電視圈均有多年經驗。
本劇原名《圓環兄弟》，因劇名容易讓人誤會為是黑社會火併的劇情，所以在劇名尾加一個「情」字而成了「圓環兄弟情」。
本劇劇情橫跨20個年頭，為了尋找1950年代的景觀，所以在彰化縣鹿港鎮拍攝；林慧俊在鹿港借了一棟空屋，從台北市運來布景，搭成一個中藥舖。本劇有三分之一的主戲在鹿港拍攝，鹿港是劇中莫少聰、沈雁、慕思成、徐明等人的老家。
本劇主題曲〈兄弟情〉為余天與余帝主唱，這是這對兄弟檔首次合作，他們於1987年11月17日華視綜藝節目《雙星報喜》錄影時合唱〈兄弟情〉。本劇演員如下：
| 演員   | 角色   |
| ------ | ------ |
| 莫少聰 | 丁仲義 |
|        | 郭金芳 |
| 徐明   | 趙伯仁 |
| 姚厚德 | 林火旺 |
| 張復建 | 郭炳南 |
| 慕思成 | 郭金柱 |
| 許慧慧 | 美香   |
| 西汶芸 | 玉妹   |
| 張盈真 | 珍珠   |
| 喬可欣 | 莉莉   |
| 劉秀雯 | 花枝嫂 |
| 周萬生 | 丁水木 |

## 歷史
1987年5月，華視通過了本年下半年度將近十個八點檔連續劇企劃案，有朱朱製作的《京華煙雲》、唐威製作的《天下父母心》、光啟文教視聽節目服務社（光啟社）製作的《億萬富豪》、姚慶康製作的《男大當婚》、林慧俊製作的《圓環兄弟情》、朱朱製作的《江南八俠》、平鑫濤製作的《在水一方》。
1987年8月23日，《圓環兄弟情》在陽明山開鏡，華視希望本劇能在八點檔連續劇《風蕭蕭》播畢之後接檔，林慧俊只答應全力以赴。1987年9月2日，華視決定，由於本劇趕拍不及，《風蕭蕭》播畢之後以《喜從天降》（原名《億萬富豪》）接檔，《喜從天降》預計播出30集。1987年9月27日，本劇外景隊啟程赴菲律賓拍攝外景十天。1987年10月7日是中秋節，本劇演員張復建、西汶芸、徐明等人趕赴菲律賓拍戲。1987年10月30日下午，為了決定常楓要參演本劇還是要參演《京華煙雲》，林慧俊與朱朱在華視節目部經理的辦公室協調了近一個小時。
1987年11月9日，華視15集八點檔連續劇《棋中奇》播出第一集，韋辛製作，是《風蕭蕭》的接檔節目。1987年11月25日，《圓環兄弟情》與中視八點檔備檔連續劇《小姐與流氓》同日舉行試片會。1987年11月27日，《棋中奇》與中視40集八點檔連續劇《長江一號》同時播出最後一集，接檔節目分別為《圓環兄弟情》與《小姐與流氓》。
1987年11月30日，《圓環兄弟情》與《小姐與流氓》同時上檔，迎戰臺灣電視公司（台視）八點檔連續劇《勇者的奮鬥》；本日老三台八點檔連續劇兩段收視率，潤利事業有限公司調查結果為「台視三十點二、二十九點四，中視二十六點三、二十六點九，華視二十點九、二十二點二」，紅木市場研究顧問公司調查結果為「台視二十七點二、二十六點八，中視二十三點九、二十四點一，華視二十三點一、二十三點四」。
1987年12月2日，華視決定更換《圓環兄弟情》製作群，由韋辛負責接手；製作群的更換，並不完全因為收視率太差，主要還是由於王濱藻「既編又導」使得整個進度出了問題，頗有開天窗之虞：《圓環兄弟情》曾經前往菲律賓出外景，停留了二十多天卻只拍了兩場戲，使華視大感詫異；拍好的部分，據說亦完全是社會寫實的拍法，實在不宜於電視播出；華視內部還有更不客氣的說法，即是整體上品質不理想，沒有能力應付目前危機，才緊急更換製作群。韋辛接任本劇製作人以後，有意更換有拒接本劇通告之意的徐明與慕思成。
1987年12月5日下午，王濱藻與華視節目部經理張永祥面談，王濱藻當面指控，華視企劃組某主管曾在他與林慧俊提出《圓環兄弟情》企劃案時向他們「保證」：如果他們繳交新台幣40萬元給他，他們在華視會受相當程度的「保護」；他與林慧俊因此先付了「保證金」新台幣20萬元。林慧俊說：「我們現在不幹，虧損大約（新台幣）四百多萬（元），但是我認了；因為在這種不被尊重狀況下，戲作不下去。」但當林慧俊與王濱藻請辭的第二天，他們就看見韋辛出入華視企劃組，擺明了華視顯然已對《圓環兄弟情》作了安排；於是他們要求直接向華視總經理吳寶華申訴，吳寶華在大致了解狀況後說：「藝術作品原本就是見仁見智，大家可以面對面溝通，不必發生這麼大的誤會。我一直希望林慧俊、王濱藻能繼續做下去，有什麼困難可以當面說清楚。至於他們所說華視主管牽涉受賄的事，我會查清楚；如果屬實，一定嚴辦。」
1987年12月5日晚上，華視總經理吳寶華、華視副總經理陳祖耀、華視主任祕書徐次衡、華視節目部經理張永祥與華視節目部其他有關人員，到處尋找林慧俊與王濱藻，希望與他們溝通後繼續製作《圓環兄弟情》。但本月6日，王濱藻說，「我認為目前我們與華視的想法南轅北轍，不必浪費時間再談回不回頭接手的問題」，如果真要與華視主管見面，他希望能以公開方式、當場要有其他媒體在場，「我要與華視溝通的是藝術戲劇原則問題，我希望了解：為什麼在沒有犯錯下，擅自剪接我的戲？假如這點溝通後，其他我也不再強求」；王濱藻還說，本劇的劇情發展已遠離他的原始架構，「原來的《圓環兄弟情》是描寫一群兄弟的血淚史，現在是戀愛鬧劇，根本是不一樣的故事」，即使華視希望他繼續編寫劇本，「我不知道怎樣把故事再拉回來，實在無法編下去」；林慧俊則說，被華視撤換讓他很沒面子，「如果華視真要我再接，我還不知道如何去面對演員們」，因此他的態度以王濱藻的態度為準，「至少我們的做法要一致。」
1987年12月6日，韋辛召集《圓環兄弟情》演員進攝影棚恢復中斷的錄影工作，當時本劇僅存本日的存檔；在大多數演員堅持要看新劇本發展的情況下，被指控索賄的華視國語戲劇組組長胡英親自督導錄影工作，胡英否認索賄：「我遵照長官意思，要求正在拍的戲上檔，並沒有錯。也許製作人在趕拍太急下，會認為『我在逼他們上檔』，而有所不滿；可是我能怎麼辦？這種事我每檔都碰到。」「面對長官、面對朋友，我雖然也是被傷害的人，但是我還是要負起責任；就算是黑鍋，我也要揹起來。」
1987年12月6日晚上，徐明、慕思成、莫少聰、劉秀雯等演員在華視交誼廳研商是否參加《圓環兄弟情》錄影，華視節目部經理張永祥與華視演員管理組組長寇恆祿亦在交誼廳與演員談錄影的事。徐明與莫少聰表示，他們不是參加本劇錄影，而是服裝皆在原製作單位；寇恆祿則認為「先進棚再說」，因此在言語上有火爆場面。就在雙方高聲對話之時，突然有摔瓶子的聲音。徐明說，他欲打電話找人來接他離去。在張永祥、寇恆祿與莫少聰皆離開交誼廳之後，突然七、八個人衝下來圍毆徐明的胸部及腹部，慕思成立刻上前幫忙抵擋；徐明表示，他認出其中一人是韋辛製作群的成員，華視有關人員亦默認，他將提起訴訟。而在徐明與本劇工作人員陳某發生衝突時，正在現場採訪攝影的《民生報》攝影記者何福慶被陳某抓住照相機並抽毀底片。
1987年12月7日，胡英向吳寶華說，當初他基於「為華視製作好戲」的心態邀請林慧俊與王濱藻合製《圓環兄弟情》，林慧俊與王濱藻也的確全力以赴；為了等《圓環兄弟情》拍好，華視曾請韋辛「臨危受命」製作《棋中奇》墊檔；基於華視政策，《圓環兄弟情》被視為有足夠力量抗衡《小姐與流氓》，所以才急催《圓環兄弟情》上檔。胡英說，《圓環兄弟情》第一次在華視內部試片時，華視長官們希望本劇的節奏能再快些，於是由張永祥與華視導播羅小鵬親自剪輯；事實上，他認為，在責任心驅使下，張永祥親自督導剪輯並沒有錯，何況這並非張永祥第一次參與修剪，以前的編導從未有過如此激烈的反應。胡英說，當時修剪過後，他堅持保留序場，因此被華視長官們指責不該保留；至於修剪出來的成品，不管如何，也是為了迎戰《小姐與流氓》而設定，每個人的出發點都是為了工作、沒有私心。胡英說，等王濱藻不滿自己的作品被修剪後，他試圖勸王濱藻平息怒氣、繼續做下去；在雙方談判曾有進展時，導演董今狐不請自來，當時董今狐是要到攝影棚探胡瓜的班。胡英說，董今狐聽到有老友王濱藻在場，跟著張永祥一起去咖啡室，大略了解情況，然後半真半假地說，希望王濱藻給他面子做下去，否則他「有兄弟在」；此語一出，王濱藻誤以為華視動用黑社會施壓，情緒大壞，堅持不肯回頭接手做下去，「整個情形就這樣陰錯陽差，演變至今這種不可收拾的地步。其中居然牽涉到我個人清白問題，我目前的心態是靜候公司處理。如果有錯，我願意接受失職處分。」
1987年12月7日下午，華視節目部經理張永祥、華視節目部副理王汝雋、華視管理組組長寇恆祿與華視企劃師羅小鵬召開記者會，宣布：《圓環兄弟情》已無存檔故無法續播，《圓環兄弟情》總共只播出6集，本月8日起由儀銘三年前製作的《少年不識愁滋味》（原名《起樓》）接檔；《圓環兄弟情》全體演員依合約行事，與華視有合約者將補齊30集酬勞，與林慧俊及王濱藻簽約者憑合約書向華視領取酬勞；同時，韋辛已受命籌備新戲《春風細雨》，所有演員將以《圓環兄弟情》演員作為優先考慮人選。張永祥說，由於《圓環兄弟情》拍攝進度太慢，拍攝了三個月卻只有七、八集，而且面臨開天窗的危險，不得不提出重新分工組合的辦法，但製作單位無法接受；對於本劇剪接所造成的問題，因為毛片中一場出殯及一場酒家的戲皆長達數十分鐘，由於尺度問題與維持品質，必須修剪；華視一直希望本劇製作單位有始有終，但製作單位一再阻撓進度，華視只好結束本劇的製播。
1987年12月7日華視記者會中，王汝雋說，《圓環兄弟情》在本年8月28日開製播會議、定預算、找演員，預定本年9月1日開播，當時只有8集劇本；開鏡後以橫錄方式，10月底林慧俊表示「大概有6集存量，上檔大概沒問題；如進度緩慢，希望在21集後能進棚」，華視承諾全部配合；11月13日華視節目部收到本劇第1集合成帶（錄影帶），11月23日經過華視各部門共同剪接3次後公開試片，本劇開拍了三個半月後才看到第9集的劇本，這種進度令華視相當擔心；12月2日林慧俊與華視談妥，華視編審組組長胡英擔任監製，王濱藻專任編劇，孫德華擔任棚內導播，外景另請導演；12月3日林慧俊向華視請辭，表示作不下去；12月4日林慧俊與王濱藻共同請辭，華視因此請來韋辛支援。王汝雋說，他是督導《圓環兄弟情》的負責人，本劇搞至今天這種局面，他督導不周有責任，同時也是因為他太信任製作單位；今後的上檔戲，將以先有20集存檔為目標。
1987年12月7日華視記者會結束後，林慧俊與王濱藻隨即在台北市國聯大飯店舉行記者會，林慧俊說，他不再製作《圓環兄弟情》的原因有三：「一是華視承諾我，在接檔一個月前指派美術指導和導播；我為了要進棚錄影，幾度要求美術指導，但沒人理會我；我把場景開好交給胡英，仍未指派，直到播出兩集才派人，這種配合使我無法做下去。二是華視承諾我，進棚之後，攝影棚免費，一切以上檔為主；但上檔之後，一個通天棚要收費（新台幣）16萬（元），場景與公司對半，再度不履行諾言。三是不經過我的同意，任意修剪我的節目帶，幾乎是兩集變一集，不被尊重，使我無法再作下去。」王濱藻說，《圓環兄弟情》中，出殯與酒家的戲確實都有必要，都是劇情所需，否則觀眾根本看不懂。林慧俊說，他當初已經與華視協議解約，所以他不準備提出任何異議，亦不可能採取法律途徑。王濱藻說，當初本劇製作單位送給華視審查的本劇第1集錄影帶是未經修剪的毛片，華視編審組在審查時表示「總經理要出國，急著看《圓環兄弟情》的成品」，要製作單位將毛片配音給吳寶華看；華視宣稱修剪本劇的原因是其品質不佳，這種說詞令他們不服。同日，台視與中視對本劇腰斬事件同表重視，將研究《少年不識愁滋味》劇情以商討對策，並加強節目部編審及企劃人員操守觀念。
1987年12月7日，行政院新聞局廣播電視事業處（廣電處）第三科科長張平說，他還不太清楚《圓環兄弟情》被腰斬的整個狀況，這兩天他將先向華視主管了解經過；華視匆匆斷檔主要是存檔不夠，現在新聞局已廢除預先審查制度，老三台採自理政策，如果自理政策導致節目存檔不足，新聞局將針對這一點另謀補救辦法；老三台應該事先對備檔節目及存檔節目有足夠的準備，否則就會發生斷檔、墊檔現象，使觀眾權益蒙受損失。
1987年12月8日上午，張永祥赴新聞局廣電處說明《圓環兄弟情》被腰斬的一切經過，廣電處希望華視以書面說明本劇為何只播6集就被腰斬、並希望華視能對連續劇節目製作過程研究出一套有效管制辦法，張永祥說：「我們昨天以連續的插播卡向觀眾致歉，並解釋為什麼《圓環兄弟情》不能再續播，大家都是不得已。」吳寶華則說，針對本劇被腰斬事件，將於近日召集華視節目部及企劃管理等部門徹底檢討缺失，以杜絕今後再有類似情形發生，檢討方向將著重在節目拍攝製作過程的監督工作；凡是委製單位，華視主管及有關人員一定要切實掌握他們的進度及拍攝狀況，避免拖延交片時間；為了預防日後對原編導人員造成不快，他會責成華視節目部人員儘量與編導溝通，在不違反《電視節目製作規範》下，盡可能尊重編導意見；本劇工作人員抽毀記者底片一事也將查清，以保障採訪記者自由及安全。對於本劇演員酬勞付款方式，吳寶華指示華視有關部門作以下處理：凡由華視聯絡、簽約的演員，所有酬勞一併由華視開付，集數照當初製播單上所載的集數為準，像莫少聰、張復建、喬可欣、姚厚德、許慧慧、常楓等人均可向華視領取酬勞；但由本劇製作單位接洽的演員，像張盈真、徐明、西汶芸等人，由製作單位支付他們的酬勞。
1987年12月10日，新聞局局長邵玉銘說，《圓環兄弟情》被腰斬的確已影響觀眾收視權益，新聞局已要求華視提出書面說明，並要求老三台今後播映連續劇前至少應有20集存檔。新聞局廣電處處長曠湘霞則說，本劇被腰斬，從法規角度來看，廣電處僅能向華視作警告處分，但在下一次「三台業務聯繫會報」中一定要將此事列入討論，或要求老三台至少有多少集連續劇存檔後方得播出，廣電處若抽查到存檔不足即不准其播出。
1987年12月17日，針對《圓環兄弟情》被腰斬事件，由於《圓環兄弟情》總播出集數6集與原送審大綱40集不合，而且華視本年已有《大小濟公》與《兩代情》斷檔的紀錄，新聞局遂依《廣播電視法》第25條與第43條第1項裁處華視60萬銀元罰鍰，並責成華視對此不當行為追查內部行政責任。
1987年12月31日，華視決議：張永祥與王汝雋督導《圓環兄弟情》製作單位不力，有失職守，嚴重影響華視聲譽，各記大過一次；胡英涉嫌索賄，免職。
1988年1月28日，徐明表示願與華視私下和解，原因是《圓環兄弟情》被腰斬事件的一些當事人都已在華視的人事調動中被更換職務，因此他不想再深究。
1988年華視八點檔連續劇《命運的鎖鍊》，原名《相逢台北橋》，也曾考慮取名《大橋頭》；但「相逢台北橋」感覺太像《圓
環兄弟情》續集，華視對《圓環兄弟情》是想都不敢想，只要沾上一點邊的都不願考慮。
1993年，華視因八點檔連續劇《包青天》的收視狂潮，預備隔年播畢後拍攝續集《七俠五義》，並屬意由莫少聰飾演白玉堂；但仍對《圓環兄弟情》鬧出的事情耿耿於懷。